# پدر عروس (فیلم ۱۹۵۰)
پدر عروس (انگلیسی: Father of the Bride) فیلمی در ژانر کمدی رمانتیک و رمانتیک به کارگردانی وینسنت مینلی است که در سال ۱۹۵۰ منتشر شد.

## بازیگران
- اسپنسر تریسی
- الیزابت تیلور
- جوآن بنت
- دان تیلر
- بیلی برک
- لئو جی. کارول
- مورونی اولسن
- تیلور هولمز
- راس تامبلین
- پل هاروی
- اِستل اِتر